# Nõmme
Nõmme (Brughiera) è uno degli otto distretti amministrativi (in estone: Linnaosa) di Tallinn, la capitale dell'Estonia.

## Posizione
È il distretto più meridionale di Tallinn ed è delimitato a nord dai distretti di Haabersti, di Mustamäe e di Kristiine e a nord-est da quello di Kesklinn. Confina a est col comune di Rae, a sud con Kiili e Saku e a est con Saue.
Nõmme ha un'area di 28 km² ed una popolazione di 39.393 abitanti (al 1º agosto 2017); la densità di popolazione è di 1.413 ab/km².
La popolazione del distretto è in maggioranza estone con l'84,9%, seguita da russi (11,5%), ucraini (1,2%), bielorussi (0,6%), finlandesi 0,4%, ebrei (0,1%), tartari (0,1%) ed altri (1,3%).

## Quartieri
Nõmme è suddiviso in 10 quartieri (in estone: asum):
Hiiu, Kivimäe, Laagri, Liiva, Männiku, Nõmme, Pääsküla, Rahumäe, Raudalu, Vana-Mustamäe.

## Luoghi di interesse
Tra i luoghi storici più conosciuti di Nõmme ci sono il Castello di Glehn (costruito verso la fine dell'Ottocento) e il Cimitero di Rahumäe.